# William Kelly
William Kelly, född 22 september 1786, död 24 augusti 1834 i New Orleans, Louisiana, var en amerikansk jurist och politiker (demokrat-republikan). Han representerade delstaten Alabama i USA:s senat 1822-1825.
Kelly studerade juridik och arbetade som advokat och som domare i Tennessee. Han flyttade 1818 till Alabamaterritoriet och arbetade som advokat i Huntsville.
Senator John Williams Walker avgick 1822 och Kelly blev utnämnd till senaten. Han efterträddes 1825 som senator av Henry H. Chambers.